# Idrysydzi
Idrysydzi – pierwsza islamska dynastia w Maroku. Założycielem dynastii był Idris I, wypędzony z Bagdadu, przyjęty przez plemiona berberyjskie.
Władcy z dynastii Idrysydów:
- Idris I (788–791)
- Idris II(inne języki) (791–826)
- Muhammad ibn Idris(inne języki) (828–836)
- Ali ibn Idris(inne języki) (836–848)
- Jahja I (848–864)
- Jahja II (864–874)
- Ali ibn Umar(inne języki) (874–883)
- Jahja III (883–904)
- Jahja IV (904–922)
- Hassan I al-Hadżam (925–927)
- Al-Kasim Kannun (937–948)
- Abu al-Aisz Ahmad (948–954)
- Hassan II (954–974)